# Craig Thomson
Craig Thomson (Paisley/Renfrewshire, 1972. június 20. –) skót nemzetközi labdarúgó-játékvezető.

## Pályafutása

### Nemzeti játékvezetés
A játékvezetői vizsgát 1988-ban tette le, 2000-ben lett a Football liga (II. vonal), 2002-ben a Premier Liga játékvezetője. 
| Időpont         | Mérkőzés típusa        | Mérkőzés                   | Eredmény |
| --------------- | ---------------------- | -------------------------- | -------- |
| 2002. május 12. | első bajnoki találkozó | St. Johnstone–Hibernian FC | 0 : 1    |

#### Nemzeti kupamérkőzések
Vezetett Kupa-döntők száma: 3.

##### Challenge Kupa
| Időpont            | Helyszín                       | Mérkőzés típusa | Mérkőzés   | Eredmény |
| ------------------ | ------------------------------ | --------------- | ---------- | -------- |
| 2006. november 12. | McDiarmid Park Stadion, Nantes | döntő           | Ross–Clyde | 1 : 1    |

##### Skót Kupa
| Időpont         | Helyszín                      | Mérkőzés típusa | Mérkőzés           | Eredmény | Nézők száma |
| --------------- | ----------------------------- | --------------- | ------------------ | -------- | ----------- |
| 2009. május 30. | Hampden Park Stadion, Glasgow | döntő           | Rangers FC–Falkirk | 1 : 0    | 50 956      |

##### Skót Liga kupa
| Időpont       | Helyszín                      | Mérkőzés típusa | Mérkőzés           |
| ------------- | ----------------------------- | --------------- | ------------------ |
| 2010. március | Hampden Park Stadion, Glasgow | döntő           | Rangers–St. Mirren |

### Nemzetközi játékvezetés
A Skót labdarúgó-szövetség Játékvezető Bizottsága (JB) 2003-ban terjesztette fel nemzetközi játékvezetőnek, a Nemzetközi Labdarúgó-szövetség (FIFA) bíróinak keretébe. Több nemzetek közötti válogatott és klubmérkőzést vezetett. 2007-től vezet Bajnokok Ligája találkozókat. 2009-től a FIFA JB az elit kategóriába sorolta. A skót nemzetközi játékvezetők rangsorában, a világbajnokság-Európa-bajnokság sorrendjében többedmagával a 4. helyet foglalja el 10 találkozó szolgálatával (2011. I. negyedév).
| Időpont          | Helyszín                      | Mérkőzés típusa               | Mérkőzés                | Eredmény |
| ---------------- | ----------------------------- | ----------------------------- | ----------------------- | -------- |
| 2004. június 18. | Windsor Park Stadion, Belfast | első FIFA jelvényes találkozó | Észak-Írország–Norvégia | 1 : 4    |

#### Világbajnokság

##### U17-es labdarúgó-világbajnokság
Koreában rendezték a 2007-es U17-es labdarúgó-világbajnokságot, ahol a FIFA játékvezetői hivatalnokként foglalkoztatta.
| Időpont             | Helyszín                      | Mérkőzés típusa              | Mérkőzés              | Eredmény | Nézők száma |
| ------------------- | ----------------------------- | ---------------------------- | --------------------- | -------- | ----------- |
| 2007. augusztus 19. | Gwang-Yang Stadion, Gwangyang | csoportmérkőzés (D. csoport) | Nigéria–Franciaország | 2 : 1    | 8 500       |
| 2007. augusztus 22. | Civil Stadion, Ulszan         | csoportmérkőzés (C. csoport) | Szíria–Spanyolország  | 1 : 2    | 3 200       |
| 2007. augusztus 26. | Civil Stadion, Ulszan         | csoportmérkőzés (F. csoport) | Kolumbia–Ghána        | 1 : 2    | 8 500       |
| 2007. augusztus 30. | Baekszeok Stadion, Cseonam    | egyenes kiesés               | Németország–USA       | 2 : 1    | 15 069      |

---
A világbajnoki döntőhöz vezető úton Németországba a XVIII., a 2006-os labdarúgó-világbajnokságra és Dél-Afrikába a XIX., a 2010-es labdarúgó-világbajnokságra a FIFA JB játékvezetőként alkalmazta. 2008-ban a FIFA bejelentette, hogy Dél-Afrikába a lehetséges játékvezetők átmeneti listájára – első körben 54 bíró – jelölte. 2012-ben a FIFA JB bejelentette, hogy a brazil labdarúgó-világbajnokság lehetséges játékvezetőinek átmeneti listájára jelölte.

##### 2006-os labdarúgó-világbajnokság

###### Selejtező mérkőzés
| Időpont             | Helyszín                   | Mérkőzés típusa           | Mérkőzés                      | Eredmény | Nézők száma |
| ------------------- | -------------------------- | ------------------------- | ----------------------------- | -------- | ----------- |
| 2004. szeptember 8. | Központi Stadion, Tórshavn | előselejtező (4. csoport) | Feröer-szigetek–Franciaország | 0 : 2    | 5 917       |

##### 2006-os labdarúgó-világbajnokság

###### Selejtező mérkőzés
| Időpont             | Helyszín                          | Mérkőzés típusa           | Mérkőzés                          | Eredmény | Nézők száma |
| ------------------- | --------------------------------- | ------------------------- | --------------------------------- | -------- | ----------- |
| 2008. szeptember 6. | Condomina Stadion, Murcia         | előselejtező (5. csoport) | Spanyolország–Bosznia-Hercegovina | 1 : 0    | 29 152      |
| 2009. április 1.    | Hypo Stadion, Klagenfurt          | előselejtező (7. csoport) | Ausztria–Románia                  | 2 : 1    | 23 000      |
| 2009. október 147.  | Comunal Stadion, Andorra la Vella | előselejtező (6. csoport) | Andorra–Ukrajna                   | 0 : 6    | 820         |

#### Európa-bajnokság

##### U21-es labdarúgó-Európa-bajnokság
Hollandiában rendezték a 2007-es U21-es labdarúgó-Európa-bajnokságot, ahol a FIFA JB játékvezetőként foglalkoztatta.
| Időpont          | Helyszín                        | Mérkőzés típusa              | Mérkőzés               | Eredmény | Nézők száma |
| ---------------- | ------------------------------- | ---------------------------- | ---------------------- | -------- | ----------- |
| 2007. június 13. | Abe Lenstra Stadion, Heerenveen | csoportmérkőzés (A. csoport) | Izrael–Belgium         | 0 : 1    | 5 239       |
| 2007. június 17. | Gelredome Stadion, Arnhem       | csoportmérkőzés (B. csoport) | Olaszország–Csehország | 3 : 1    | 7 167       |

---
Az európai-labdarúgó torna döntőjéhez vezető úton Ausztriába és Svájcba  a XIII., a 2008-as labdarúgó-Európa-bajnokságra és Ukrajnába és Lengyelországba a XIII., a 2012-es labdarúgó-Európa-bajnokságra az UEFA JB játékvezetőként foglalkoztatta. A 2008-as Európa-bajnokságon 4. (tartalék) játékvezetőként teljesített szolgálatot.

##### 2008-as labdarúgó-Európa-bajnokság

###### Selejtező mérkőzés
| Időpont           | Helyszín                  | Mérkőzés típusa           | Mérkőzés                 | Eredmény | Nézők száma |
| ----------------- | ------------------------- | ------------------------- | ------------------------ | -------- | ----------- |
| 2006. október 15. | Finnair Stadion, Helsinki | előselejtező (A. csoport) | Finnország–Örményország  | 1 : 0    | 9 500       |
| 2007. június 2.   | Skonto Stadion, Riga      | előselejtező (F. csoport) | Lettország–Spanyolország | 0 : 2    | 9 500       |

##### 2012-es labdarúgó-Európa-bajnokság
Az UEFA JB az Ukrajnába és Lengyelországba rendezendő, a XIV., a 2012-es labdarúgó-Európa-bajnokságra a 12 fős játékvezetői keretbe delegálta. A nemzetközi torna előtt speciális felkészítő edzőtáborba vettek részt. Elsőként 2012. január 30. – február 2. között, utána április végén a Varsóban folytatódott felkészítésük. A kontinensviadal történetében először meccsenként négy asszisztens segíti a munkáját.

###### Selejtező mérkőzés
| Időpont           | Helyszín                       | Mérkőzés típusa                          | Mérkőzés                 | Eredmény | Nézők száma |
| ----------------- | ------------------------------ | ---------------------------------------- | ------------------------ | -------- | ----------- |
| 2010. október 12. | Luigi Ferraris Stadion, Genova | előselejtező (C. csoport) – félbeszakadt | Olaszország–Szerbia      | 0 : 0    |             |
| 2011. március 26. | Hanrapetakan Stadion, Jereván  | előselejtező (B. csoport)                | Örményország–Oroszország | 0 : 0    | 14 000      |

###### Európa-bajnoki mérkőzés
| Időpont           | Helyszín                | Mérkőzés típusa              | Mérkőzés                 | Eredmény | Nézők száma |
| ----------------- | ----------------------- | ---------------------------- | ------------------------ | -------- | ----------- |
| 2012. június 13.  | Városi Stadion, Lviv    | csoportmérkőzés (B. csoport) | Dánia–Portugália         | 2 : 3    | 31 840      |
| 2012. június 16.. | Városi Stadion, Wrocław | csoportmérkőzés (A. csoport) | Csehország–Lengyelország | 0 : 1    | 44 416      |

## Magyar vonatkozás
Az UEFA-bajnokok ligája csoporttalálkozókon hivatalnokként tevékenykedett Budapesten.
| Időpont           | Helyszín                        | Mérkőzés típusa        | Mérkőzés                     | Eredmény | Nézők száma |
| ----------------- | ------------------------------- | ---------------------- | ---------------------------- | -------- | ----------- |
| 2009. október 20. | Puskás Ferenc Stadion, Budapest | selejtező (E. csoport) | Debreceni VSC–ACF Fiorentina | 3 : 4    | 41 500      |